# Бардолино (вино)
Бардолино (итал. Bardolino) — итальянское красное сухое вино, производимое в одноимённом винодельческом регионе, расположенном на восточном берегу озера Гарда, в области Венето. С 1968 года имеет категорию DOC (Denominazione di Origine Controllata). Вино Бардолино Супериоре, отличающееся от базового более продолжительной выдержкой и крепостью, получило высший итальянский статус DOCG в 2001 году.
Вино производится из винограда, выращенного в окрестностях коммун Бардолино, Гарда, Аффи, Костермано, Кавайон-Веронезе и Ладзизе. Для изготовления вина Бардолино используются несколько местных сортов винограда, основные — корвина (35—60 %) и рондинелла, но допускается также добавление до 20 % винограда сорта молинара единолично, либо молинара в комбинации с сортами барбера, санджовезе, марземино, гарганега, россиньола, мерло и каберне совиньон (в сумме также не более 20 %).
Лёгкое вино со светло-рубиновыми оттенками в цвете. Эксперты отмечают ягодно-фруктовые оттенки во вкусе. Крепость — от 10 % для молодых вин, до 14 % — для вин класса Супериоре.